# Medora (Észak-Dakota)
Medora település az Amerikai Egyesült Államok Észak-Dakota államában, Billings megyében, melynek megyeszékhelye is. Lakosainak száma 121 fő (2020. április 1.).

## Népesség
A település népességének változása:

| 2010 | 112 |
| 2020 | 121 |